# In Praise of Idleness and Other Essays
In Praise of Idleness and Other Essays (em português brasileiro: O Elogio ao Ócio) é um texto de autoria do filósofo e matemático inglês Bertrand Russell que dá título ainda a uma coletânea de outros ensaios do referido autor publicada originalmente em 1935. Para Russell, o trabalho não é ou não deveria ser o objetivo da vida de um indivíduo, trazendo o ideal de um mundo em que todos possam se dedicar a atividades agradáveis, usando o tempo livre, ocioso, não só para se divertir, mas para ampliar seus conhecimentos e a capacidade de reflexão.